# Nogometna reprezentacija koruških Slovenaca
Nogometna reprezentacija koruških Slovenaca predstavlja slovensku nacionalnu manjinu iz Austrije, iz pokrajine Koruške.

## Sudjelovanja na natjecanjima
Sudionici su Europeade, europskog prvenstva nacionalnih manjina koje se održalo u Njemačkoj od 16. do 24. lipnja 2012. godine.

## Vanjske poveznice
- Flickr, Flickr Koruški Slovenci na Europeadi 2012.